# 鬼怒川
鬼怒川（きぬがわ）は、関東平野東部を北から南へと流れ利根川に合流する一級河川である。全長176.7 kmで、利根川の支流の中で最も長い。
江戸時代以前、鬼怒川は常陸川などと共に香取海（太平洋に銚子でつながる内海）へ注ぐ鬼怒川水系の本流であったが、利根川が東遷されそれまでの常陸川の河道および太平洋までを流れることになったに伴い、鬼怒川も利根川に注ぐ支流河川とされた。
名称は、当初は毛野国（栃木県・群馬県域の古地名）を流れる川として「毛野川（毛野河）」と記されたが、中世から近世には「衣川（衣河）」や「絹川（絹河）」の字があてられ、明治初期から「鬼怒川」の文字があてられるようになった。
上流域にある栃木県日光市の鬼怒川温泉周辺を指す地域名としても使用される。

## 地理
日光国立公園内にある栃木県日光市の鬼怒沼（奥鬼怒）に源を発し、湯西川・男鹿川・大谷川を合わせ、塩谷町南端・さくら市・宇都宮市の境界部・高根沢町・宇都宮市の境界部・宇都宮市東部・上三川町東部・上三川町・真岡市の境界部・真岡市西部・下野市東南端・真岡市・小山市の境界部を流れ田川と合流し、茨城県との県境を成して茨城県筑西市に入り、筑西市と結城市の境界部・結城郡・八千代町・下妻市の境界部・下妻市南西部・常総市・常総市とつくばみらい市の境界部・守谷市を流れ、茨城県と千葉県の境界部に達し、茨城県守谷市と千葉県柏市・同野田市の境界部で利根川と合流する。
鬼怒川の上流部は火山地帯で、深い山間の渓谷を流れる。深さもあって川の色は深緑色を呈し、川辺には白い大きな岩も目立つ。また流域には奥鬼怒温泉郷・女夫渕温泉・川俣温泉・湯西川温泉・川治温泉・鬼怒川温泉・日光湯元温泉といった温泉地が点在する。
鬼怒川中流部は中小の白い石が目立つ広い河原、かつての氾濫原の中をゆったりと流れ、土手沿いには雑木林や杉林、松林などがあって治水されており草深い。深さはあまり無く川の色は水色ないし濃紺色を呈する。夏季には鮎漁で賑わい、川面には個人の釣り人が友釣りする姿や、観光やなで遊ぶ観光客の姿が夏の風物詩となっている。流域には多くの親水公園や運動公園が整備され、四季折々のスポーツが楽しめる。また、塩谷町から宇都宮市にかけては多雨期に増水する鬼怒川の豊富な水量を別つため、放水路と用水路の役割を有する西鬼怒川に分流される。西鬼怒川は佐貫頭首工および逆木サイフォンで取水され根川用水・西鬼怒発電所を経て西鬼怒川となり、御用川を分流し、白沢河原を経て宇都宮市岡本と高根沢町宝積寺の境界部で鬼怒川本流に合流する。また宇河地区（宇都宮、河内郡地区）に広く上水を供給する松田新田浄水場も鬼怒川高間木取水堰から取水している。
鬼怒川水系の豊富で上質な水は栃木県の県都宇都宮市ほか諸都市の水源となっており、上水・灌漑用水として利用され、市民の都市生活および流域の米産やほか農業や工業にも広く利用されている。宇都宮市で盛んな飲料製造業は鬼怒川の清水に拠るものである。

## 歴史

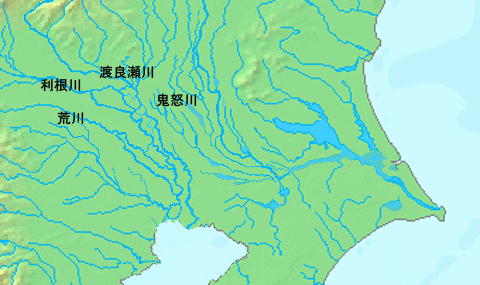
江戸時代以前の利根川、荒川、渡良瀬川、鬼怒川水系

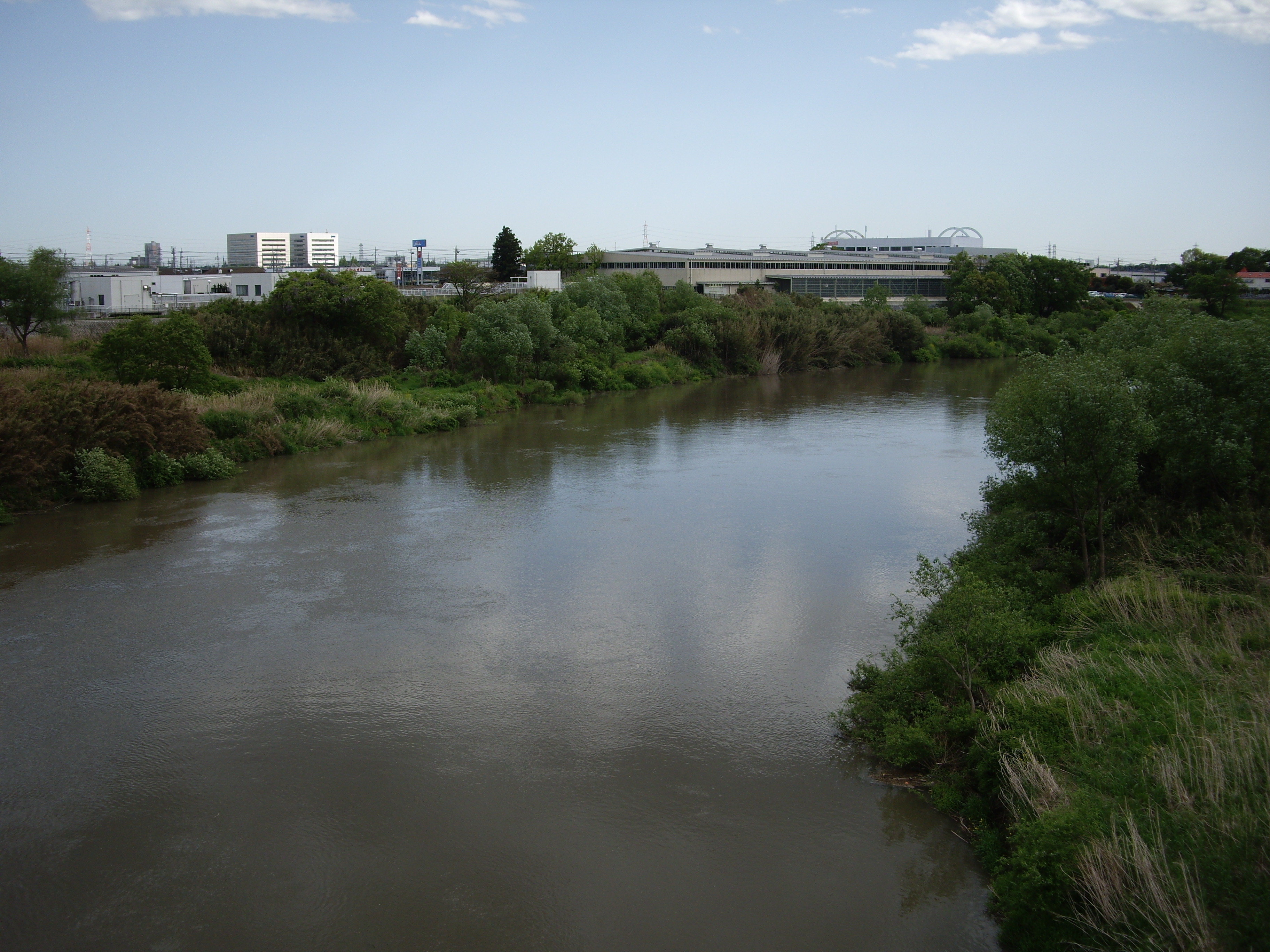
常総市・つくばみらい市境より守谷市方向を臨む。

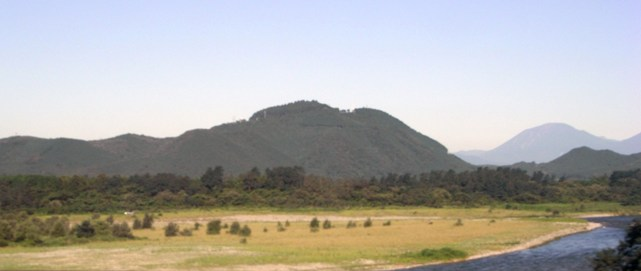
鬼怒川。奥に羽黒山、男体山を望む

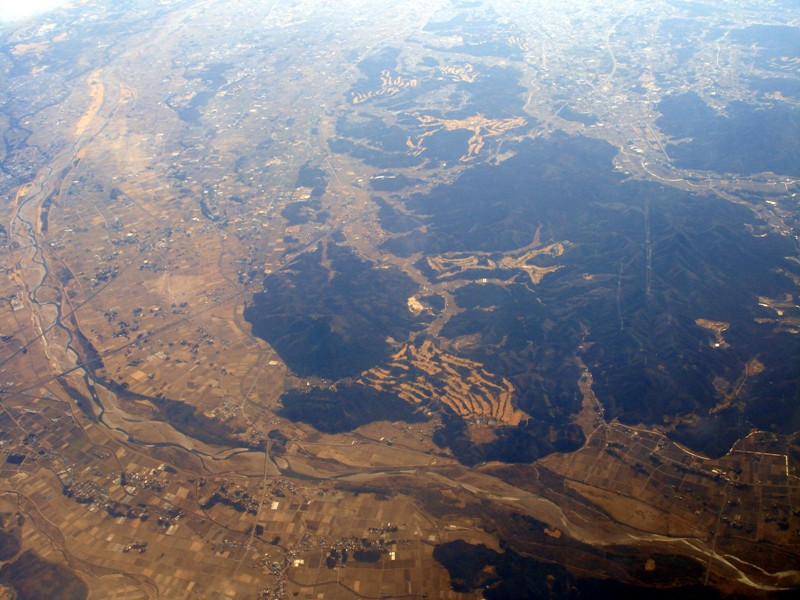
羽黒山（写真中央）近くを流れる鬼怒川

現在の鬼怒川は利根川の支流となっているが、江戸時代初期以前は太平洋へ注ぐ東関東の本流の水系だった。
鬼怒川は約3万年前は高見沢・協和台地・桜川・霞ヶ浦（西浦）を通る流路で太平洋に至る河谷を作った。関東造盆地運動が進んだ結果、約2万年前から龍ケ崎の南を通り常陸川と合流する現在に近い流路となり同じく太平洋へ至る長く深い河谷を形成した。縄文海進時には下妻付近まで入り江が湾入し（常陸川、飯沼川へも同様）、太平洋につながる古鬼怒湾（香取海）を形成した。
縄文時代以降、鬼怒川は常陸川と共に古鬼怒湾（香取海）へ注ぎ、その湾の河谷は土砂で次第に埋まり沖積層の陸地となった。古代の鬼怒川の中流流路は下総国と常陸国の境界とされ、現在の常総市とつくば市の境界付近を南下し、香取海へ流れた。
中世頃まで香取海は完全には淡水化せず、鬼怒川の香取海への河口は現在の河内町から稲敷市柴崎付近だった。また現在の水海道付近より河口に至る鬼怒川・小貝川下流域は広大な湿地帯（氾濫原）が形成されていた。805年に河口にも近いこの氾濫原の東南端（利根町と龍ケ崎市の間）で鬼怒川を渡船する経路が下総国から常陸国へ入る東海道の新経路として整備された。
江戸時代初期の1629年に鬼怒川を小貝川と分離し板戸井の台地を4キロメートルに亘って開削し河道を移動させ、常陸川との合流点を約30キロメートル上流へ移動させた。
一方の利根川・渡良瀬川は元は江戸湾（現在の東京湾）に注いだが、江戸時代初期に瀬替え（東遷）させ、鬼怒川水系の常陸川へつなぎ、元来の鬼怒川下流河道（香取海）には利根川・渡良瀬川の水も流れることとなった。鬼怒川はそれに伴い支流の扱いとなり、利根川（常陸川）合流点までとなった（現在も鬼怒川水系は利根川水系に組み込まれている）。

### 名称
鬼怒川は、古く『常陸国風土記』には「毛野河」と見え、常陸国各郡の境界を成す旨が記されている。また『続日本紀』神護景雲2年（768年）条には、古来「毛野川」は下総国と常陸国の境界を成すと見える。平安時代の文献（『延喜式』兵部式、『倭名類聚抄』など）には「河内郡衣川」や「下野国驛家衣川」などと見え、江戸時代の古地図にも「衣川」とある。明治時代に編纂された『日本地誌提要』では「絹川」とされるほか、『下野國誌』には「衣川」と見えるように、「きぬがわ」はかつて「衣川」「絹川」と表記されていた。「きぬ」という音については、この地方の豪族の紀氏に因む「紀の川」の転訛説もある。
現在に見る「鬼怒川」という表記は、一説に明治9年（1876年）頃以降とされ、明治以降の『古事類苑』など諸文献に見られる。

### 水害の歴史
- 1723年（享保8年） - 五十里洪水[19]
- 1885年（明治18年） - 洪水[19]
- 1889年（明治22年） - 洪水[19][20]
- 1890年（明治23年） - 洪水[20]
- 1896年（明治29年） - 洪水[19]
- 1902年（明治35年） - 洪水[19][20]
- 1910年（明治43年） - 洪水、鬼怒川改修計画の契機となった[19]
- 1914年（大正3年） - 洪水[20]
- 1935年（昭和10年）9月 - 台風に伴う温暖前線の活発化による豪雨で洪水[21]
- 1938年（昭和13年）9月 - 台風による豪雨で洪水[21]
- 1947年（昭和22年）9月 - カスリーン台風による豪雨で洪水[21]
- 1949年（昭和24年）8月 - キティ台風による豪雨で洪水[21]
- 1982年（昭和57年）9月 - 台風に伴う秋雨前線の活発化による豪雨で洪水[21]
- 2002年（平成14年）7月 - 台風6号による豪雨で洪水[21]
- 2015年（平成27年）9月 - 台風18号から変わった温帯低気圧による豪雨で増水し、常総市内で越流、破堤[22]

## 治水

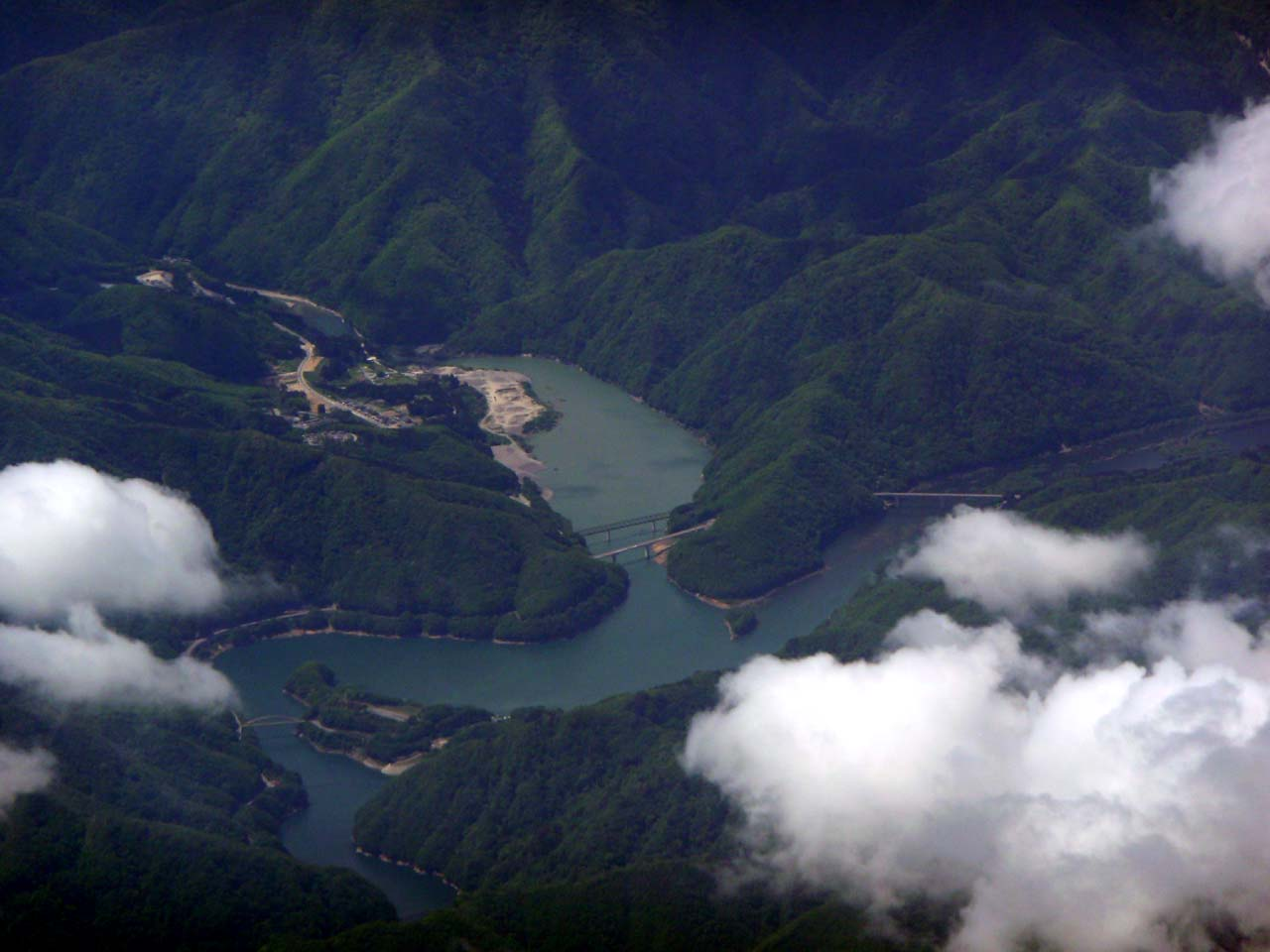
五十里湖

1683年（天和3年）の日光地震により鬼怒川支流の男鹿川が現在の海尻橋付近で土砂に堰き止められ自然湖・五十里湖が出現したという記録が日光東照宮の輪番記録に残されている。この堰き止め湖は高さ70mで湛水面積は後に五十里ダム建造により生まれた「五十里湖」より大きく、40年間存在していた。この間会津藩により洪水吐き工事が行われたがうまくいかず、その間男鹿川沿いの会津西街道は通行不能になり会津藩3代藩主・松平正容によって1695年（元禄8年）に代替街道として会津中街道が整備された。会津西街道を通行止めにしていた五十里湖はその後1723年（享保8年）の大雨で決壊し、死者1200人を出す土石流となり、宇都宮近辺まで被害が及んだ。
東北本線は開通当初、現在の東北新幹線のルートに近い宇都宮駅より真北に向かう進路を取っており、古田停車場と長久保停車場の間の絹島村で西鬼怒川と東鬼怒川（鬼怒川本流路）の2河川を渡っていた。しかし当時未治水であり、夏季に雷を伴い激しく降雨する栃木県北部山間部を水源とする鬼怒川は幾度となく大水となり、その激流は橋脚を傷め、1890年（明治23年）8月22日の降雨の際には橋脚が傾斜し修繕にかかる経費と時間が莫大なものとなったことをきっかけとし、東西両鬼怒川が合流し流路帯が狭くなった箇所に線路を移設することとなり、1897年（明治30年）2月25日より宇都宮を出て直ぐに北東に曲がる現在の経路での営業運転に切り替えられた。
2015年（平成27年）9月10日には平成27年台風第18号から変わった温帯低気圧の豪雨で増水し、上流の鬼怒川温泉では川に面した温泉ホテルの一部が崩落、下流の常総市では数か所で破堤、越流し、市街地が広範囲にわたり浸水した。越水した常総市若宮戸の鬼怒川左岸の堤防は、前年にソーラーパネル設置工事で、高さ2m、長さ150mが削られ、堤防のない状態になっていた。但し、ここから 600 m 下流側の自然堤防が削られなかった地点からも同様に溢水しており、工事が行われなかったとしても被災状況は変わらなかったと考えられている。しかし、浸水被害が起きたのは河川管理の不備が原因だとして、常総市の住民ら約30人が国に約3億5800万円の損害賠償を求め提訴。2022年7月22日、水戸地裁は国が治水安全を維持するための義務を怠ったと認定し、国に対して、原告のうち9人に計約3900万円を支払うよう命じた。若宮戸の民有地の砂丘林が実質的に堤防の役割を果たす「自然堤防」で、国もそう認識していたと指摘。開発などに伴う現状変更が制限される「河川区域」に指定するべきだったのに怠った結果、砂丘林が掘削され、水害の遠因になったと述べた。2025年2月26日、東京高裁は一審に続き国の賠償責任を認め、住民9人への賠償を国に命令した。賠償額については一審判決を変更し、計約2800万円に減額した。

## 産業

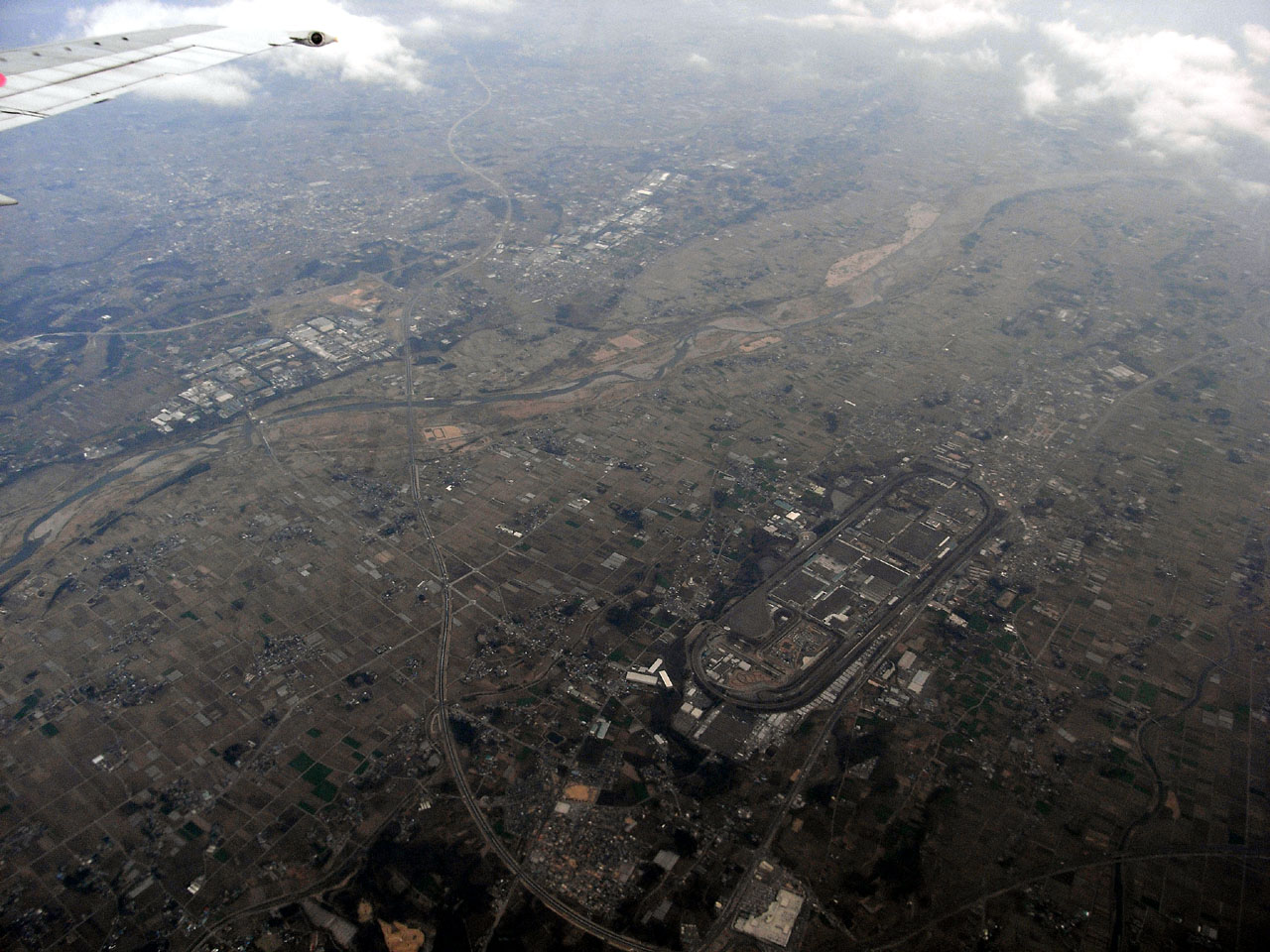
北関東自動車道と交差し日産自動車栃木工場近くを流れる鬼怒川。写真左から右に流れる。2008年3月29日撮影

鬼怒川の支流のひとつ大谷川の上流にある日光市清滝地区では、足尾銅山の銅鉱石と周辺の豊富な水力発電の電力を利用した古河電工日光電気精銅所が1906年（明治39年）に開設され、旺盛な送電など電線需要に対応した。続いて1913年（大正2年）1月には当時日本最大級の最大3万1,200キロワットの電力を発生する鬼怒川水力電気下滝発電所（現・東京電力鬼怒川発電所）が現在の鬼怒川温泉の辺りで運転を開始し、東京市電気局に電力を供給した。この時建設に利用された軌道が後の下野軌道となり、現在の東武鬼怒川線に受け継がれている。

## 支流
- 男鹿川
- 湯西川
- 小百川
- 遅沢川
- 白石川
- 大谷川
- 田川

## 橋梁
上流より記載
- 奥鬼怒大橋（奥鬼怒林道）
- （奥鬼怒林道）
- 女夫渕橋
- 噴泉橋
- 川俣大橋（栃木県道23号川俣温泉川治線）
- 渡らっしゃい吊橋
- 野門橋（栃木県道23号川俣温泉川治線）
- 開運橋

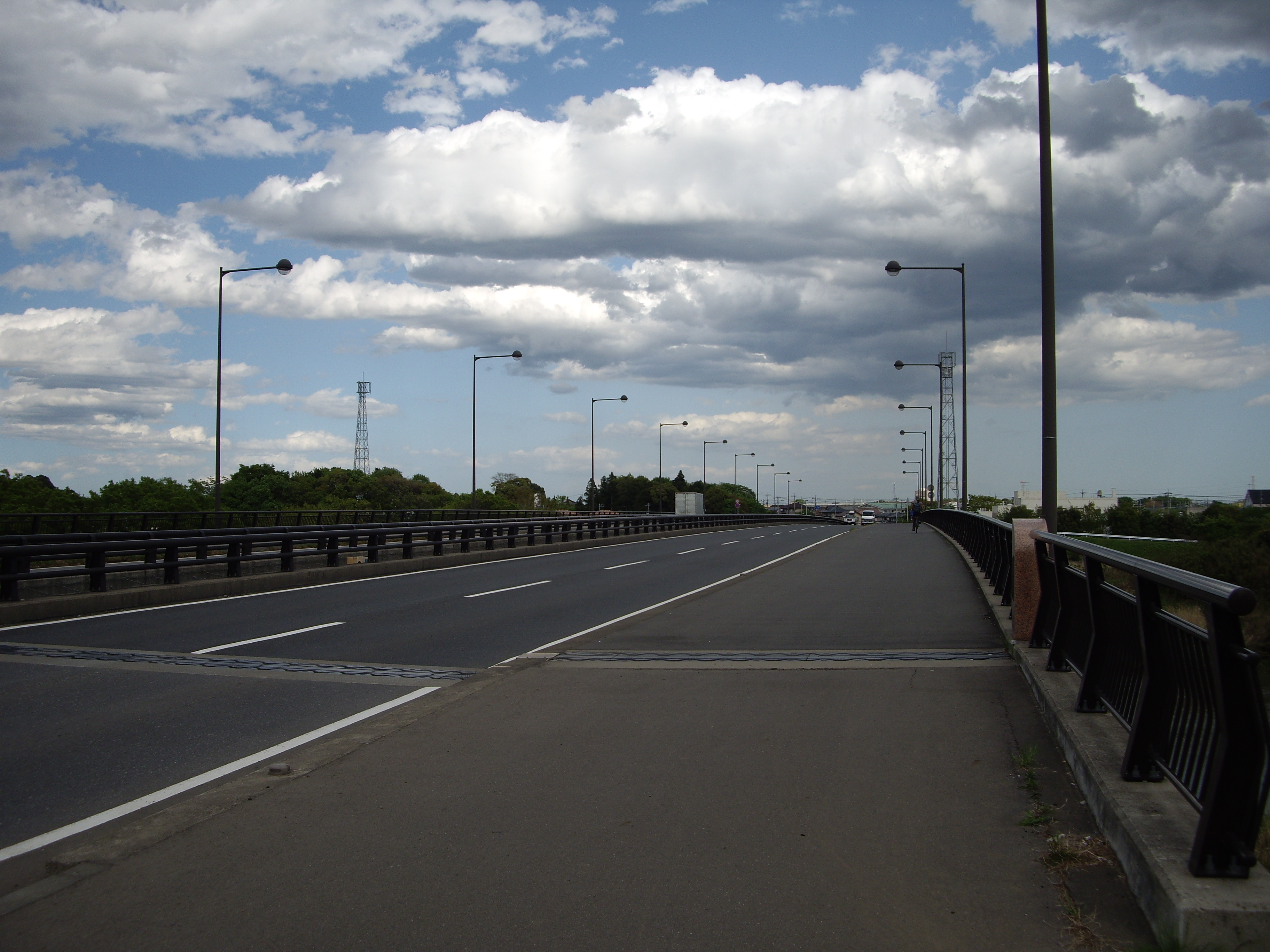
玉台橋。常総ニュータウンきぬの里地区と絹の台地区を結ぶ。2009年4月26日撮影

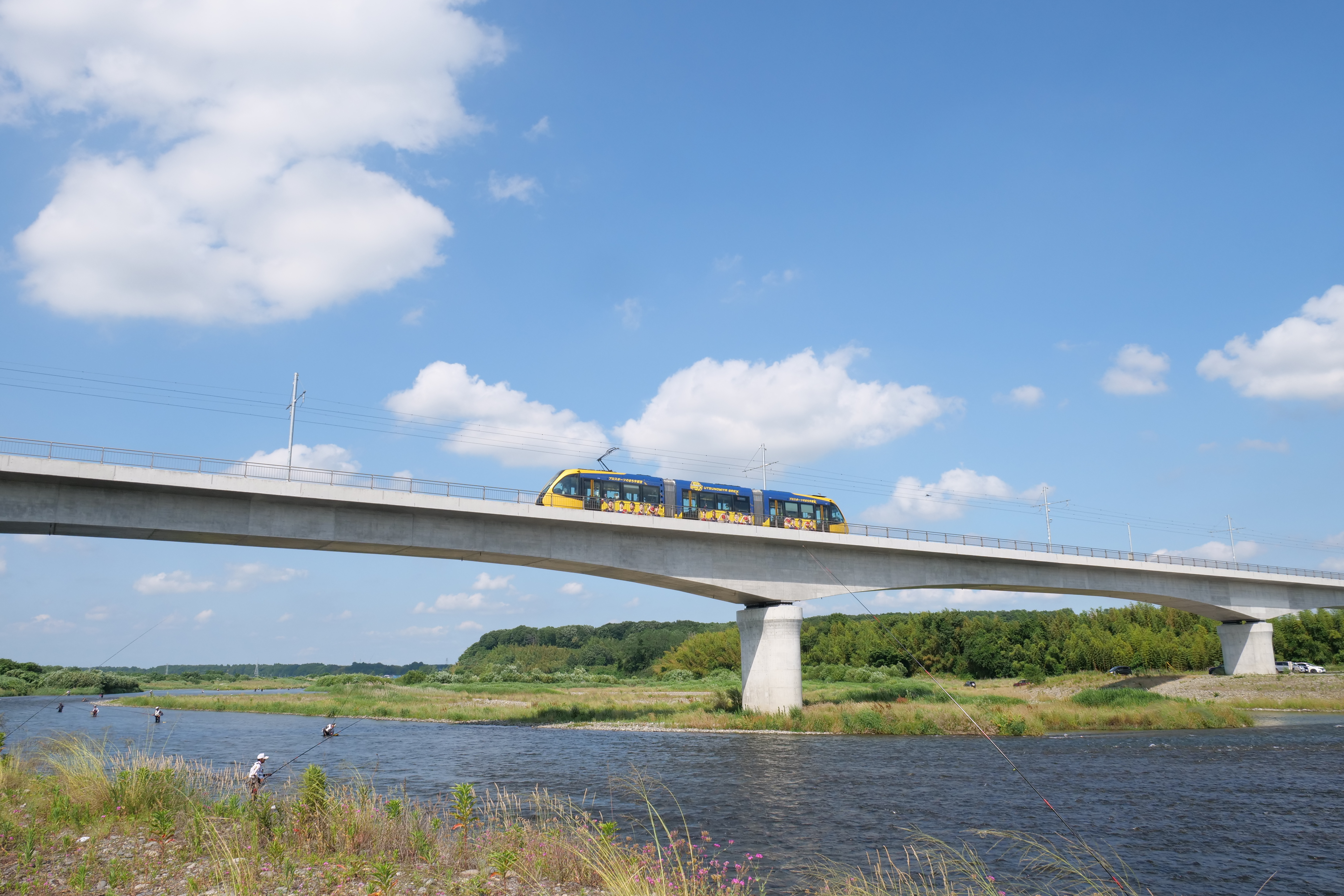
2021年に竣工した宇都宮芳賀ライトレール線鬼怒川橋梁（2024年6月16日撮影）

- 青柳大橋（栃木県道23号川俣温泉川治線 バイパス）
- 竹の上橋（栃木県道23号川俣温泉川治線）
- 野尻大橋（栃木県道23号川俣温泉川治線）
- 戸中大橋（栃木県道23号川俣温泉川治線）
- 八汐大橋（栃木県道23号川俣温泉川治線）
- 第二鬼怒川橋梁（野岩鉄道会津鬼怒川線）
- 黄金橋
- 第一鬼怒川橋梁（野岩鉄道会津鬼怒川線）
- 小網大橋（栃木県道23号川俣温泉川治線）
- 浜子橋
- むささび橋（吊橋）
- 虹見橋
- 龍王峡大橋（龍王峡ライン）
- 鬼怒岩橋（国道121号・国道352号）
- 滝見橋
- 黒鉄橋
- ふれあい橋
- 立岩橋（国道121号・国道352号）
- 鬼怒楯岩大吊橋
- 万年橋
- おおとろ橋
- 新大瀞橋
- 鬼怒川橋梁（東武鬼怒川線）
- 中岩橋（国道121号・国道352号）
- 鬼怒川水路橋（水管橋）
- 大渡橋（国道461号）
- 観音橋（栃木県道77号宇都宮船生高徳線）
- 小林橋（栃木県道62号今市氏家線）
- 上平橋（栃木県道63号藤原宇都宮線）
- 鬼怒川橋（東北自動車道）
- 鬼怒川橋梁（東北新幹線）
- 氏家大橋（国道293号）
- 阿久津大橋（栃木県道125号氏家宇都宮線）
- 鬼怒川橋梁（東北本線）
- 鬼怒川橋（国道4号）
- 新鬼怒川橋（国道4号）
- 板戸大橋（栃木県道64号宇都宮向田線）
- 柳田大橋（栃木県道64号宇都宮向田線 鬼怒通り）
- 鬼怒川橋梁（宇都宮ライトレール宇都宮芳賀ライトレール線）
- 鬼怒橋（国道123号旧道）
- 新鬼怒橋（国道123号）
- 桑島大橋（国道121号）
- 喜楽橋
- 宮岡橋（栃木県道193号雀宮真岡線）
- 鬼怒川橋（北関東自動車道）
- 蓼沼橋
- 鬼怒川大橋（栃木県道47号真岡上三川線）
- 砂ヶ原大橋（栃木県道310号下野二宮線）
- 大道泉橋（栃木県道44号栃木二宮線）
- 中島橋（茨城県道・栃木県道204号結城二宮線）
- 鬼怒川橋梁（水戸線）
- 川島橋（国道50号）
- 新川島橋（国道50号結城バイパス）
- 栄橋（茨城県道15号結城下妻線）
- 鬼怒川大橋（茨城県道23号筑西三和線）
- 駒城橋（茨城県道233号山王下妻線）
- 鬼怒川橋（国道125号旧道）
- 新鬼怒川橋（国道125号）
- 大形橋（茨城県道56号つくば古河線）
- 鬼怒川水管橋（水管橋）
- 石下橋（茨城県道24号土浦境線）
- 石下大橋（茨城県道24号土浦境線）
- 三妻橋（茨城県道123号土浦坂東線）
- 水海道大橋（水海道有料道路）
- 豊水橋（国道354号）
- 鬼怒川水管橋（水管橋）
- 玉台橋（茨城県道・千葉県道3号つくば野田線）
- 滝下橋（茨城県道58号取手豊岡線）

## 鬼怒川の画像

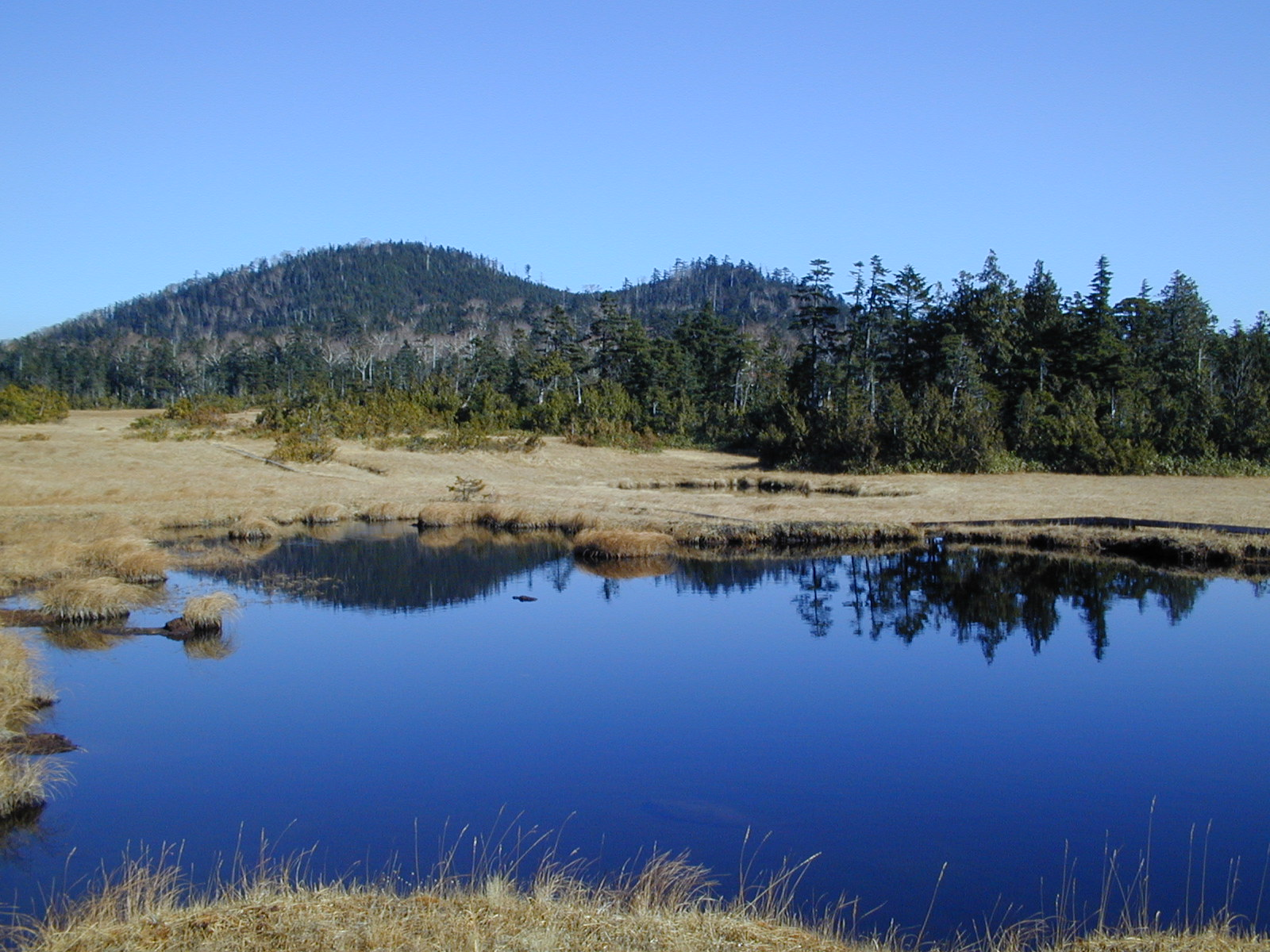
鬼怒川源流にある鬼怒沼。
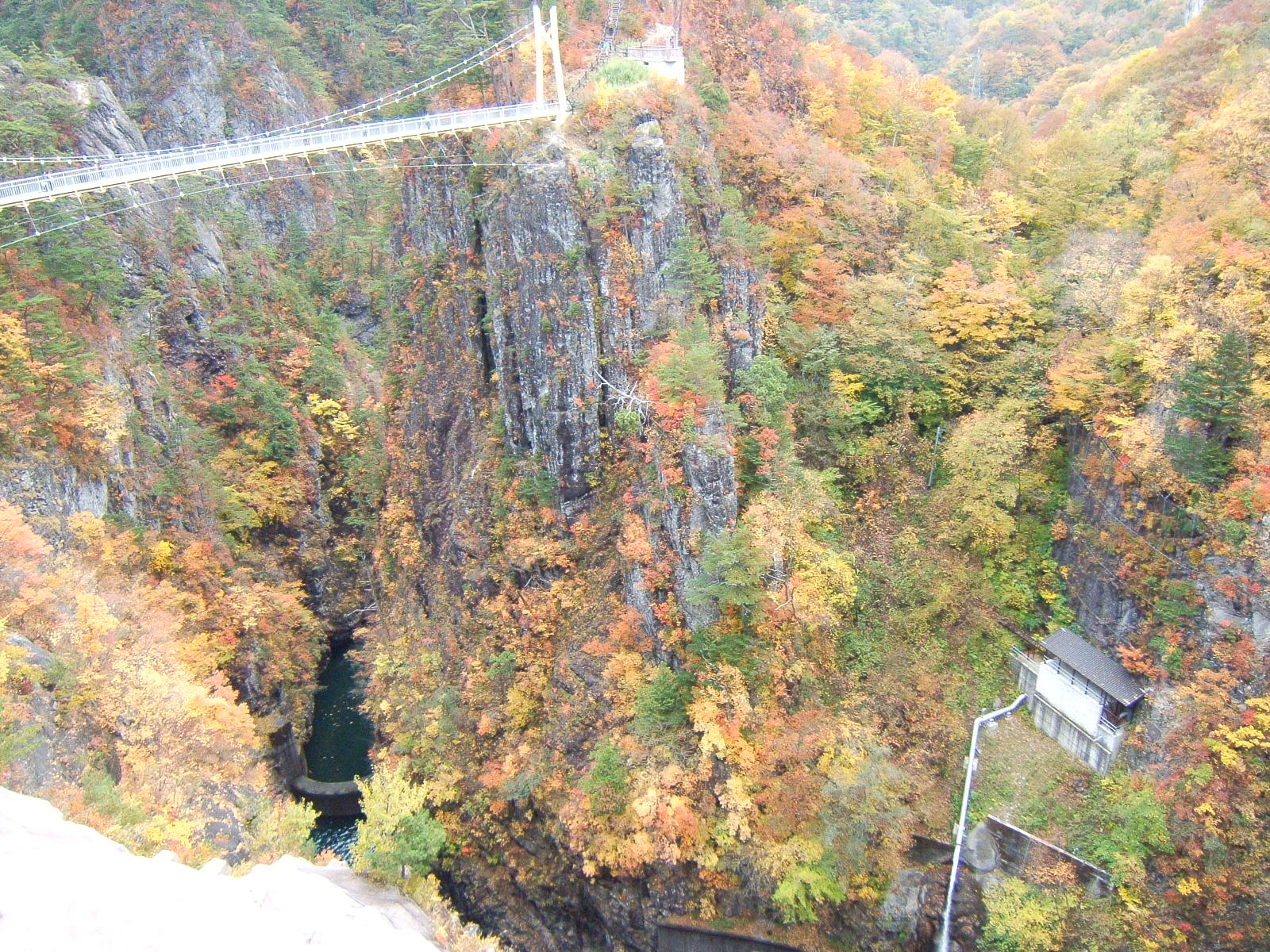
鬼怒川上流の渓谷、瀬戸合峡。川俣ダムから撮影。
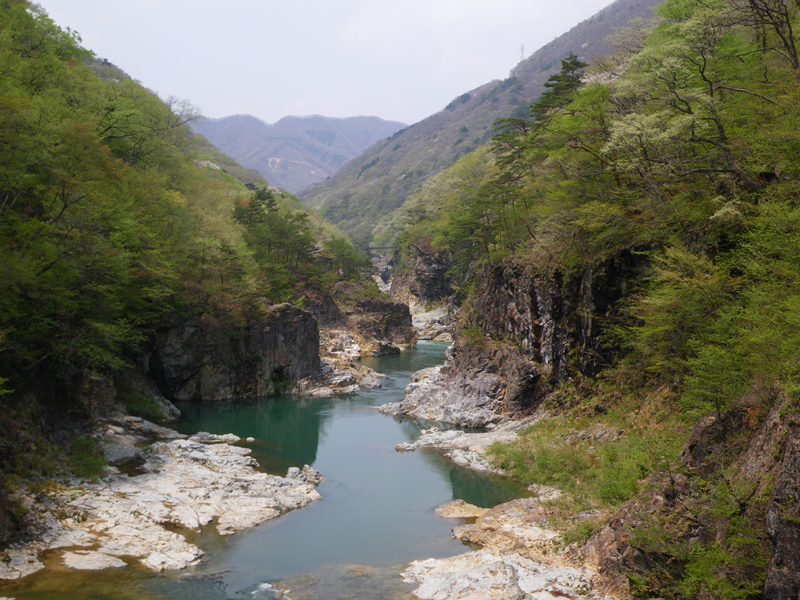
鬼怒川の渓谷、龍王峡。
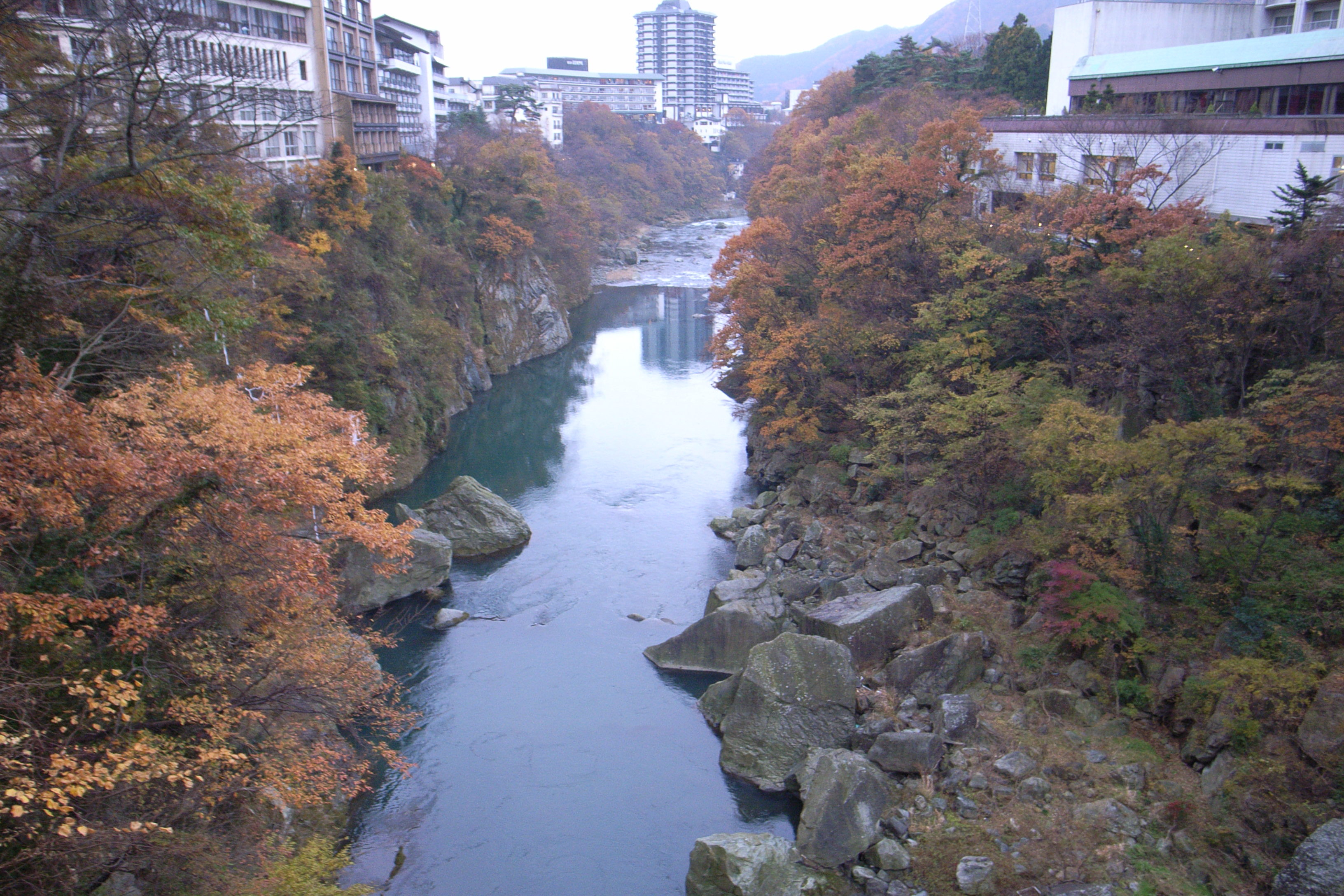
鬼怒川温泉を流れる鬼怒川。
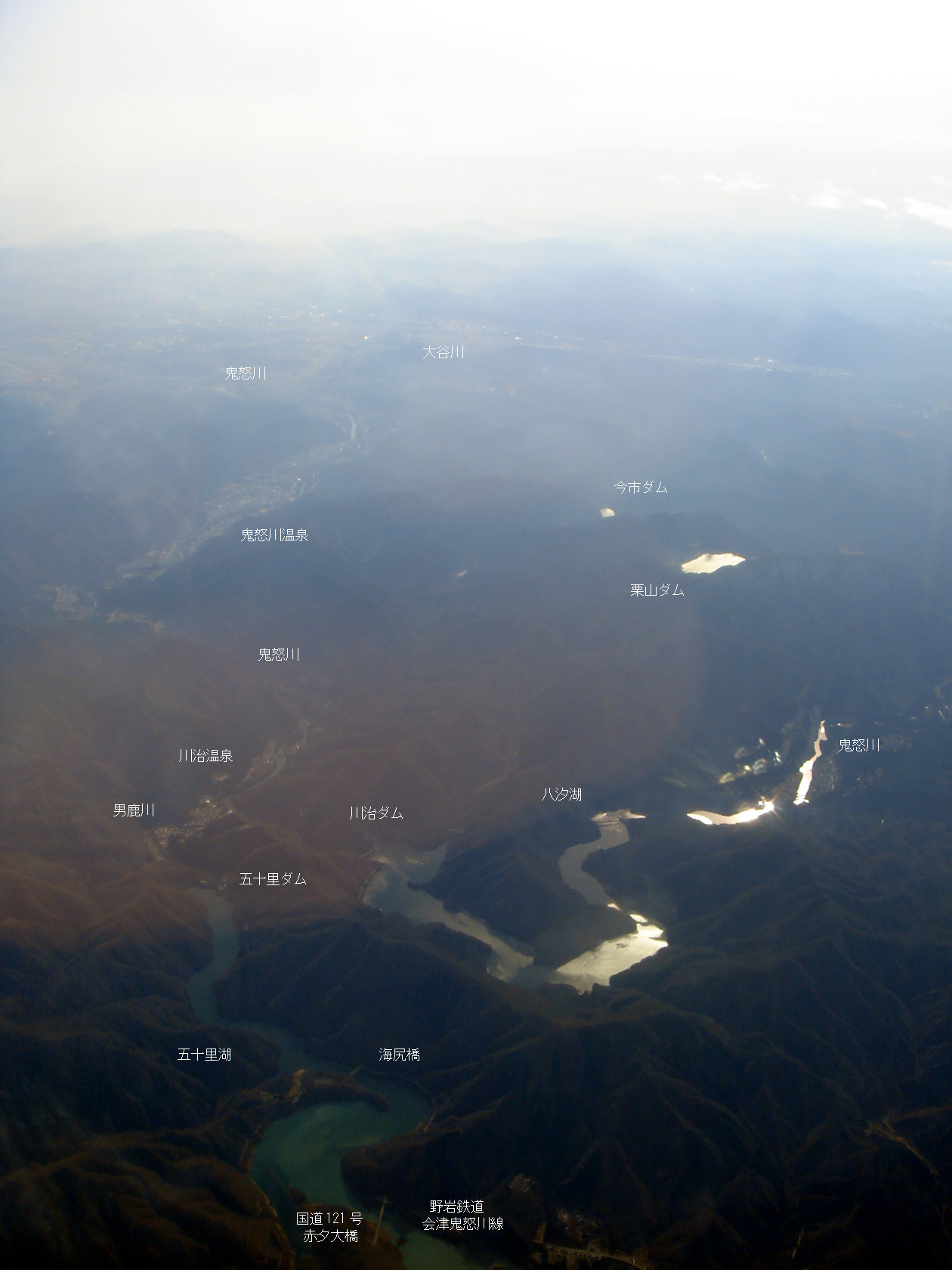
鬼怒川上流ダム群。